# Duck Game
Duck Game es un videojuego de acción desarrollado por Landon Podbielski y distribuido por Adult Swim Games. El juego fue lanzado para Ouya en 2014, y para Microsoft Windows en 2015. Se han anunciado versiones de PlayStation 4 y Nintendo Switch.

## Jugabilidad
Duck Game es un videojuego de acción de patos que incluye características de videojuegos de disparos y plataformas. El juego tiene un modo de un jugador al igual que un modo multijugador en línea con un límite de hasta siete jugadores más. En este modo de juego el jugador que reciba un solo disparo muere y el jugador sobreviviente gana la ronda. Cada partida tiene un número determinado de rondas para ganar (siendo 10 es la cantidad estándar) y el que gane es el que gana la partida.
Los controles son simples: además de los de movimiento habituales, hay dos botones para interactuar con objetos: uno sirve para recogerlos o lanzarlos y el otro para accionarlos. La complejidad del gameplay viene de la gran variedad de armas y entornos a elegir. El juego cuenta con varios elementos graciosos, como sombreros y un botón de "Quack" (para hacerse el pato de vez en cuando).

## Desarrollo
Duck Game fue desarrollado en Vancouver, por el desarrollador de videojuegos Landon Podbielski. El juego fue lanzado para Ouya el 13 de mayo de 2014. En un principio el juego solo incluía el modo multijugador, hasta que en noviembre de 2014 fue incluido el modo de un jugador. El 4 de junio de 2015 fue lanzado para Microsoft Windows y En la PlayStation Experience de 2015 se anunció una versión también para PlayStation 4. Así mismo, se lanzó una versión para la Nintendo Switch el 2 de mayo de 2019.

## Recepción
Duck Game recibió críticas generalmente positivas. En Destructoid se le dio un puntaje de 8.5/10, mientras que en Metacritic recibió un puntaje promedio de 82/100, basado en seis críticas, donde los críticos citaron el modo multijugador el principal atractivo del juego y lo compararon con otros brawlers 2D exitosos, incluyendo Super Smash Bros., TowerFall, y Samurai Gunn. Sin embargo, diversos críticos se han quejado sobre el diseño de nivel inconsistente y la falta de una experiencia atractiva del modo de un jugador.